# Delmo Delmastro
Delmo Delmastro (Lozzolo, 15 de agosto de 1936) é um ex-ciclista olímpico italiano nacionalizado argentino. Delmastro representou a Argentina em dois eventos nos Jogos Olímpicos de Verão de 1964, em Tóquio.